# Yahyalı
Yahyalı ist eine Stadtgemeinde (Belediye) im gleichnamigen Ilçe (Landkreis) der Provinz Kayseri in der türkischen Region Zentralanatolien und gleichzeitig ein Stadtbezirk der 1988 gebildeten Büyükşehir belediyesi Kayseri (Großstadtgemeinde/Metropolprovinz). Seit der Gebietsreform 2013 ist die Gemeinde flächen- und einwohnermäßig identisch mit dem Landkreis. Die im Stadtlogo manifestierte Jahreszahl (1913) dürfte ein Hinweis auf das Jahr der Erhebung zur Stadtgemeinde (Belediye) sein.

## Der Landkreis
Yahyalı ist der südlichste Landkreis der Provinz, der im Wesentlichen durch die in diesem Bereich schroffen Abhänge der zum Taurusgebirge gehörenden Aladağlar gekennzeichnet ist. Durch den Landkreis verläuft der Fluss Zamanti. Der Kreis wurde 1954 vom Kreis Develi abgetrennt. Er grenzt im Westen an die Provinz Nigde, im Osten an die Provinz Adana.
Ein etwa 300 km² großes Gebiet des Landkreises gehört zum waldreichen Nationalpark Aladağlar, dessen größter Teil zur Provinz Kayseri gehört, der sich teilweise aber auch auf die Landkreise Çamardı in der Provinz Niğde und Aladağ in der Provinz Adana erstreckt.
Yahyalı bemüht sich vermehrt um Tourismus, im Wesentlichen innerhalb des Nationalparkgeländes. Dort entwickelt sich der Fluss Zamanti sowohl in der Türkei als auch für Auswärtige zum Anziehungspunkt für Rafting-Interessenten. Der gesamte Nationalpark wird auch für Trekking und alpinistische Aktivitäten wie Bergwandern und Bergsteigen genutzt, die Wege beginnen an den sieben Gletscherseen in 3500 m Höhe in der Nähe zum Eingang des Nationalparks.
Nahe der Stadt liegen am Abhang der Aladağlar die Kapuzbaşı-Wasserfälle. Der größte von ihnen wird durch einen unterirdischen, durch den Fels verlaufenden Fluss gespeist und kann im Frühjahr viel Wasser führen.
Die Region weist reiche Vorkommen von Eisen-, Zink- und Bleierzen auf, die in den letzten Jahren verstärkt abgebaut werden. Neben dem Bergbau bleiben den Einwohnern als Einkommensquelle noch der Ackerbau und die Viehwirtschaft. Yahyalı ist auch für seine traditionell handgeknüpften Teppiche bekannt, die mit Naturstoffen gefärbt werden.
In der hier in der Region gesprochenen Sprache werden von den Einheimischen täglich viele Begriffe und Redewendungen verwendet, die man in Wörterbüchern vergeblich suchen wird, sie scheinen nur in Yahyalı zu existieren. Die Herkunft dieser Worte ist unbekannt, aber die meisten werden entsprechend den Regeln der türkischen Sprache verwendet.

## Verwaltung
(Bis) Ende 2012 bestand der Landkreis neben der Kreisstadt aus der Stadtgemeinde Derebağ sowie 21 Dörfern (Köy). Die Dörfer wurden im Laufe der Verwaltungsreform 2013 in Mahalle (Stadtviertel/Ortsteile) überführt. Die vier Mahalle von Derebağ wurden vereint, die 12 Mahalle der Kreisstadt blieben erhalten. Durch die Herabstufung stieg die Zahl der Mahalle auf 41 an. Ihnen steht ein Muhtar als oberster Beamter vor.
Ende 2020 lebten durchschnittlich 883 Menschen in jedem dieser ** Mahalle, 5.083 Einw. im bevölkerungsreichsten (Seydili Mah.).